# Тевхид
Тевхид (арап. توحيد‎) је исламски израз за монотеизам и значи јединство Алаха, тј. сведочење да нема другог бога осим Алаха. Супротно од тевхида је ширк, што значи подела на арапском, тј. идолопоклонство у пренесеном значењу.